# 튀넬
튀넬(튀르키예어: Tünel)은 이스탄불의 도시 철도로 지하로 지어진 강삭철도이다. 1875년 1월 17일에 개통되었으며, 세계에서 런던 지하철(1863년) 다음으로 오래된 지하철이다. 이보다 앞서 1862년에 개통된 리옹의 구식 강삭철도가 지하의 도로 터널로 전환함으로서, 유럽 대륙에서 가장 오랫동안 살아남은 지하철이 되었다.
튀넬은 금각만의 북쪽 해안에 위치하며, 카라쾨이(Karaköy)와 베이욜루(Beyoğlu)의 구역을 연결하는 2개의 역이 있다. 해발 고도 가까이에서 오르막까지 약 573 미터 (1,880 피트)이다.

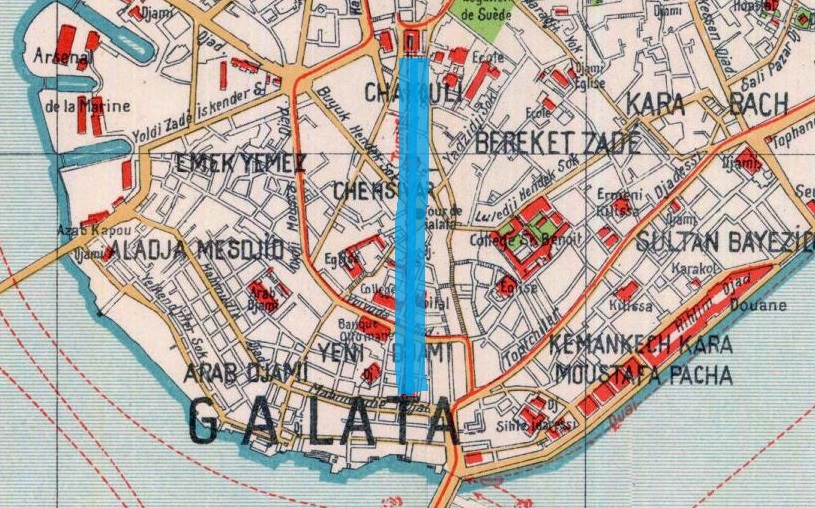
이스탄불 중앙의 튀넬 노선 지도가 나타낸 지도

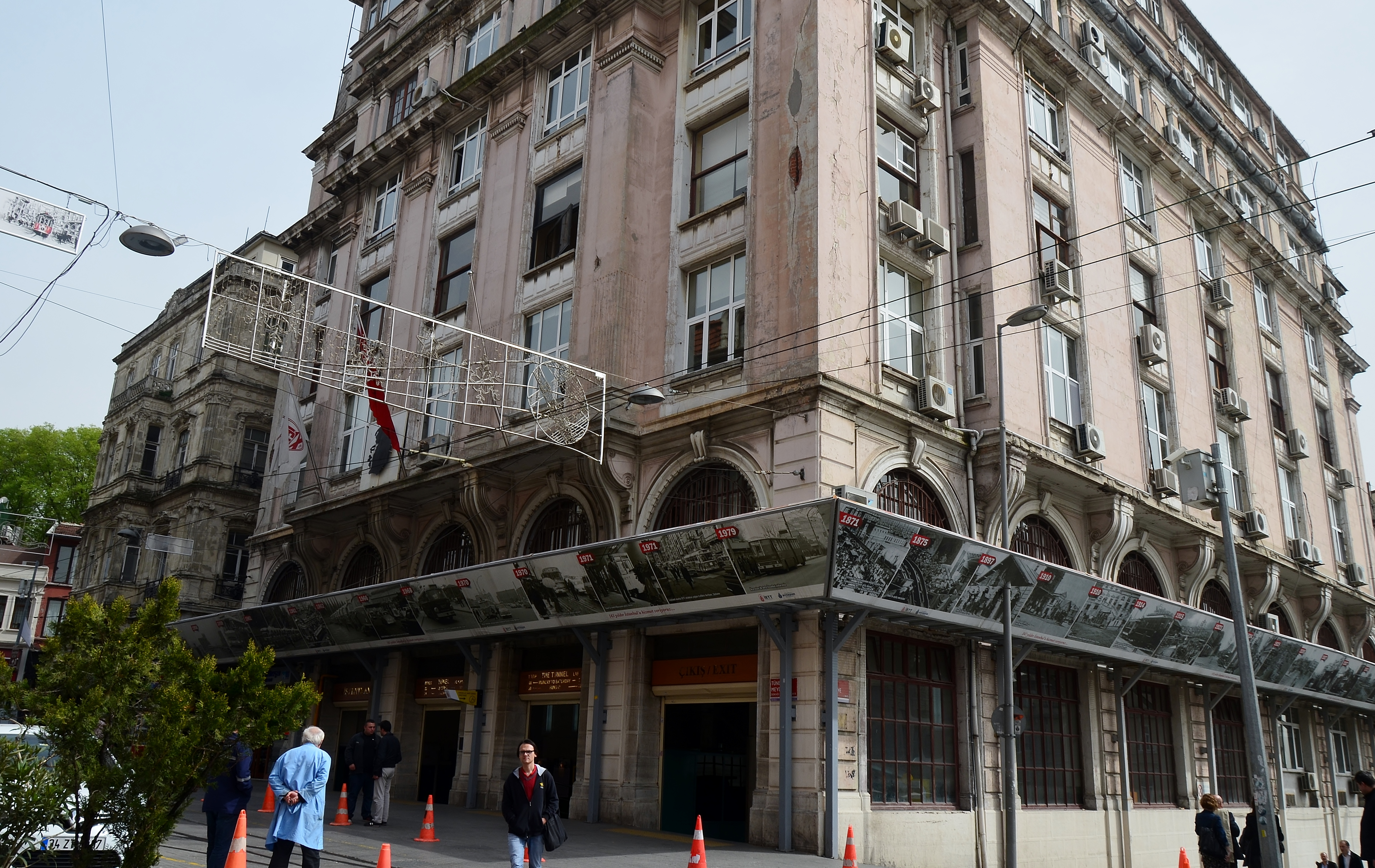
튀넬 빌딩과 이스티클랄(Istiklal) 거리의 고상 역.

## 역사
19세기 후반에 페라(Pera, 현 베이욜루)와 갈라타(Galata, 현 카라쾨이)의 지역은 콘스탄티노플(현 이스탄불)과 오스만 제국의 금융 및 상업 중심지가 되었다. 많은 오스만 사람과 외국 기업, 주로 은행과 보험 회사가 이 두 지역에 본사를 설립했다. 두 지역은 큰 언덕으로 분리되어 외국 대사관, 호텔 및 상업 시장은 언덕 위의 페라에 위치했으며, 증권 거래소, 은행 및 항구는 언덕 아래의 갈라타에 위치했다. 경사가 24% 나 높아서 이 두 지구를 오가는 것이 어려웠다. 이 두 지역의 주요 도로인 윅섹 칼드름(Yüksek Kaldırım) 거리는 매일 평균 40,000명의 사람들이 오갔다.
1867년 프랑스 기술자인 유진 앙리 가방드(Eugène-Henri Gavand)가 관광 목적으로 콘스탄티노플에 왔다. 그의 방문 중에 그는 윅섹 칼드름 거리를 오가는 사람들의 양을 보고 놀랐다. 가방드는 이 두 영역을 연결하는 방법을 생각하고 언덕을 오르내리는 강삭철도를 만드는 방법을 생각해냈다. 가방드는 그의 프로젝트를 준비하기 위해 얼마 지나지 않아 프랑스로 돌아 왔다. 그는 1868년 2월 콘스탄티노플로 돌아와 오스만 정부에 자신의 프로젝트를 소개했다. 이 철도는 페라(Pera)의 육섹 칼드름 거리에서 시작되어 예니카미(Yenicami) 거리와 갈라타(Galata)의 갈라타 교(Galata Bridge)에서 끝난다. 1869년 6월 10일 술탄 압뒬라지즈(Abdülaziz)는 가방드에 철도 건설을 위한 양보를 허가했다. 가방드는 프랑스의 주주들과 함께 철도 건설 회사를 설립했지만 프로이센의 프랑스 침공으로 인해 프랑스에 기반을 둔 회사를 설립하는 것은 불가능하게 되었다.
전쟁 중 가방드는 영국으로 가서 회사를 세웠다. 그는 1871년 9월 1일에 시작일을 가진 노선을 건설하기 위해 콘스탄티노플 수도권 철도(Metropolitan Railway of Constantinople)를 만들었다. 건설은 1871년 7월 30일에 시작되었지만 토지 소유자와 회사 간의 갈등으로 크게 지연되었다. 터널은 1874년 12월까지 완료되지 않았고, 1875년 1월 17일에 마침내 개통하게 되었다.
수도권 철도 회사는 1904년에 75년 동안 양허를 얻었으나, 튀넬은 튀르키예 공화국이 선포된 1923년에 국유화되었다. 1939년에는 새로운 IETT(İstanbul Elektrik Tramvay ve Tünel) 교통 기관에 흡수되었다. 1971년에 현대화되고 전철화되었다. 오늘날, 짧은 노선은 19세기에 이스탄불의 도심 교통을 위해 더 이상 중요하지 않지만, 여전히 도시 교통망의 일부이며 통합 티켓을 사용할 수 있다.

## 노선 구조
튀넬은 길이가 554.8 미터 (1,820 ft), 폭이 6.7 미터 (22 ft), 높이가 4.9 미터 (16 ft) 인 벽돌로 쌓인 하나의 터널로 이루어져 있다. 이 터널 양쪽 끝에 역이 하나씩 있다.
- 카라쾨이(Karaköy) - 저상 역, 테르사네 거리의 동쪽 끝에 위치, 북위 41° 01′ 22″ 동경 28° 58′ 30″ / 북위 41.0229°  동경 28.9749°
- 베이욜루(Beyoğlu) - 고상 역, 튀넬 광장(Tünel Meydanı)이라고 불림. 이스티클랄 거리의 남쪽 끝에 위치, 북위 41° 01′ 40″ 동경 28° 58′ 19″ / 북위 41.0278°  동경 28.9719°

고상 역은 저상 구간보다 61.55 미터 (201.9 ft) 높다. 터널의 경사는 길이에 따라 2%에서 15%까지 다양하다. 이 노선은 원래 두 개의 평행선으로 지어졌으나, 현재는 두 개의 열차가 중간에 나란히 통과하는 복선 구간을 제외하고는 단선으로 운행한다.

## 철도 차량
튀넬의 원래 철도 차량은 두 개의 목조 2량차로 구성되었다. 1대의 차는 2량으로 제공되어 승객을 위해 예약되고, 각각에는 남자와 여자를 위한 별도의 분리된 격실이 있었다. 다른 차는 물건,동물,마차를 운반하는데 사용되었다. 원동력은 증기 기관을 통해 구동되었다.
목제 객차는 1971년에 고무 차륜으로 달리는 2량 전동차로 교체되었다. 2007년 이후, 새로운 차량을 구입하고 전체 차량을 다시 개조했다. 이 차량의 최대 속도는 22 km/h (14 mph)이다. 두 역 사이를 오가는 데는 약 1.5분이 걸리고, 승객들이 열차에 탑승 할 수 있도록 하기 위해 3.5분간 기다려야한다. 차량의 최대 수용 인원은 170명이다.

## 사진첩

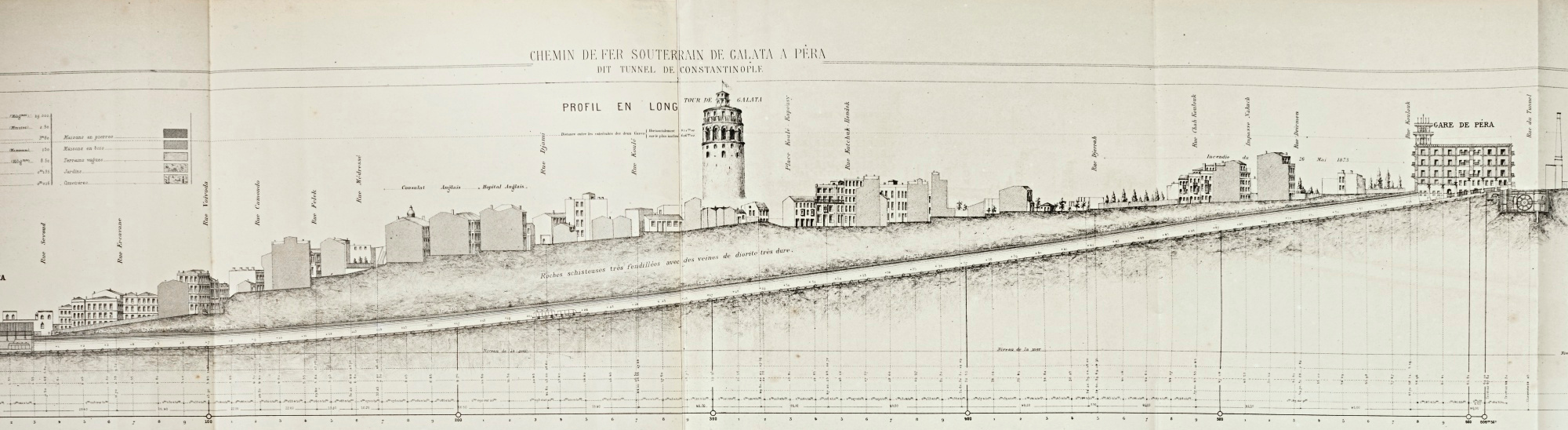
터널의 상세 단면도

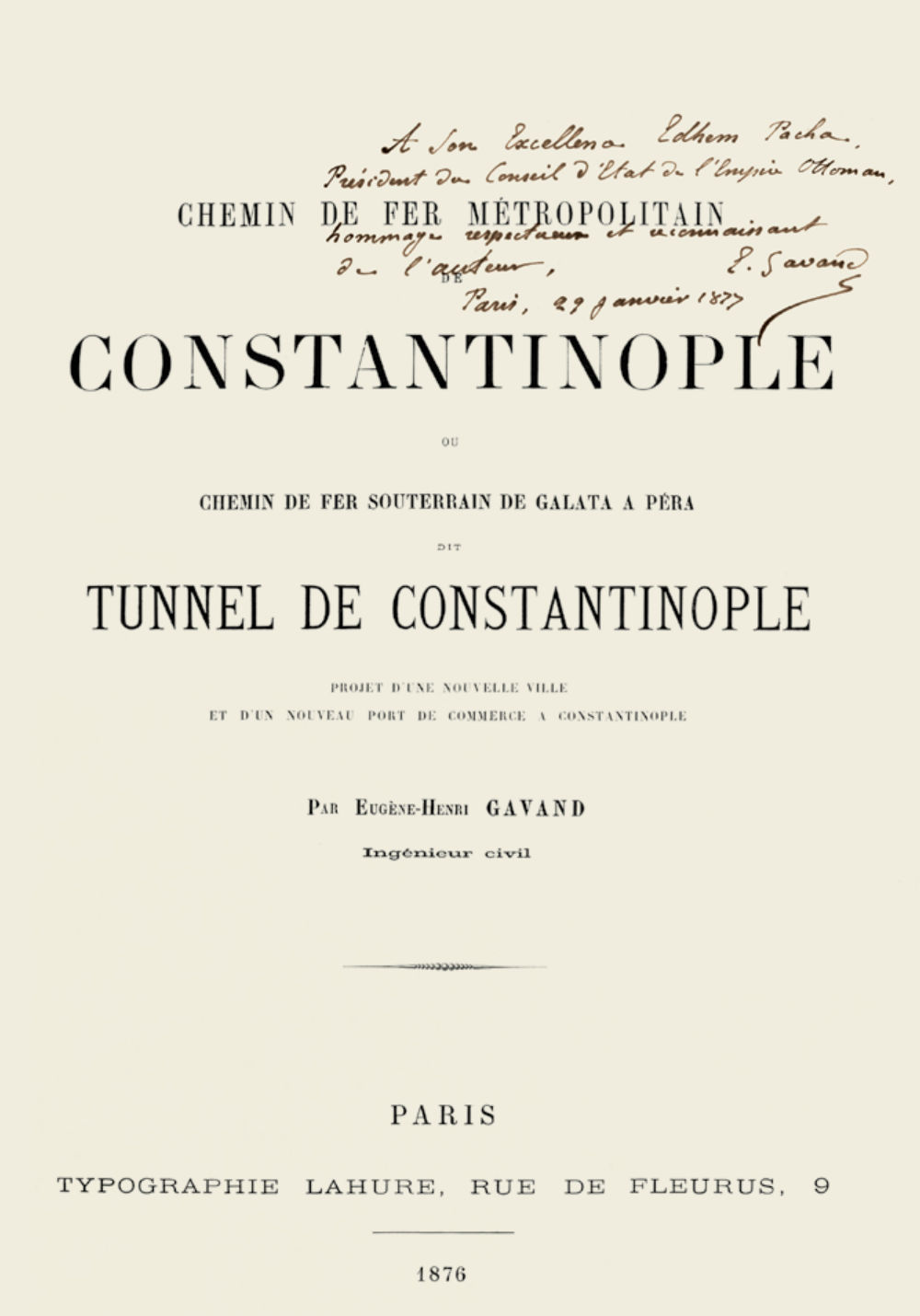
계획 소책자의 첫쪽
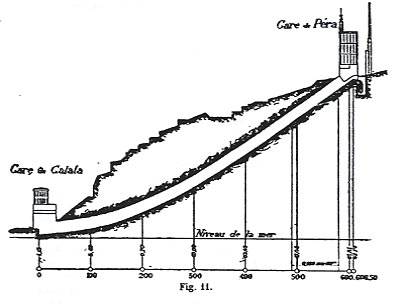
터널의 단면도
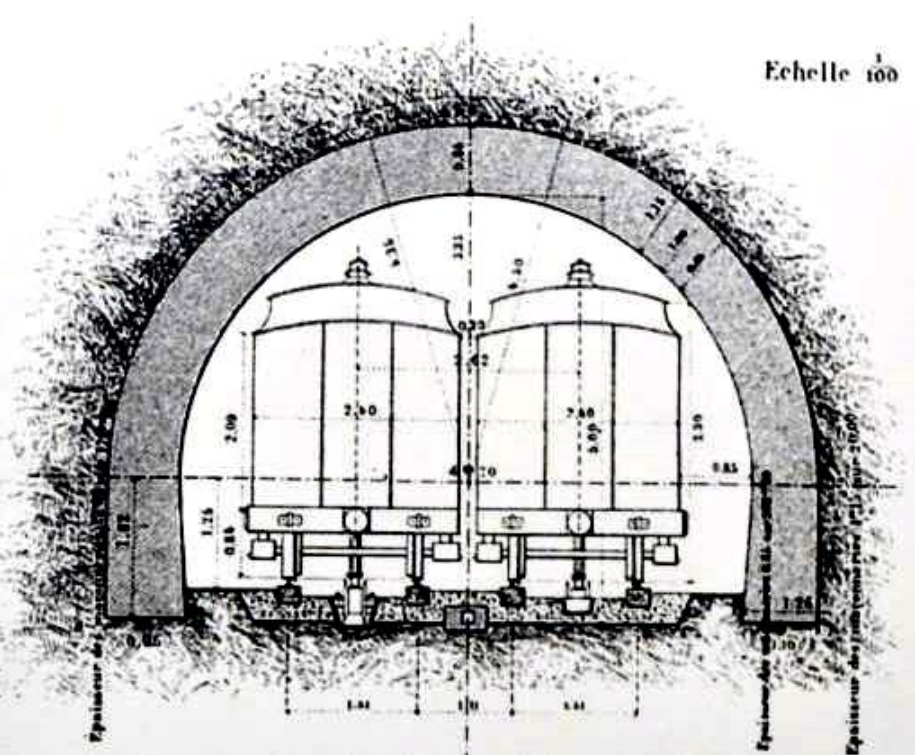
터널 구간의 초기 배치
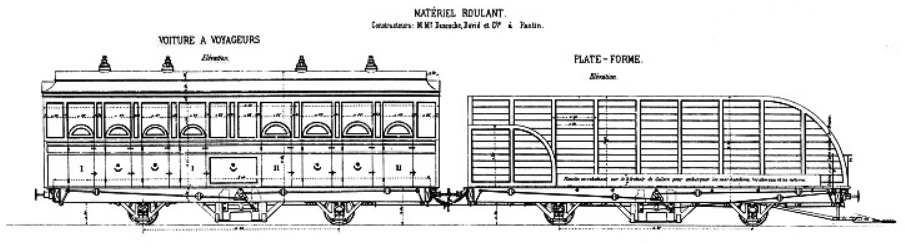
초기 열차
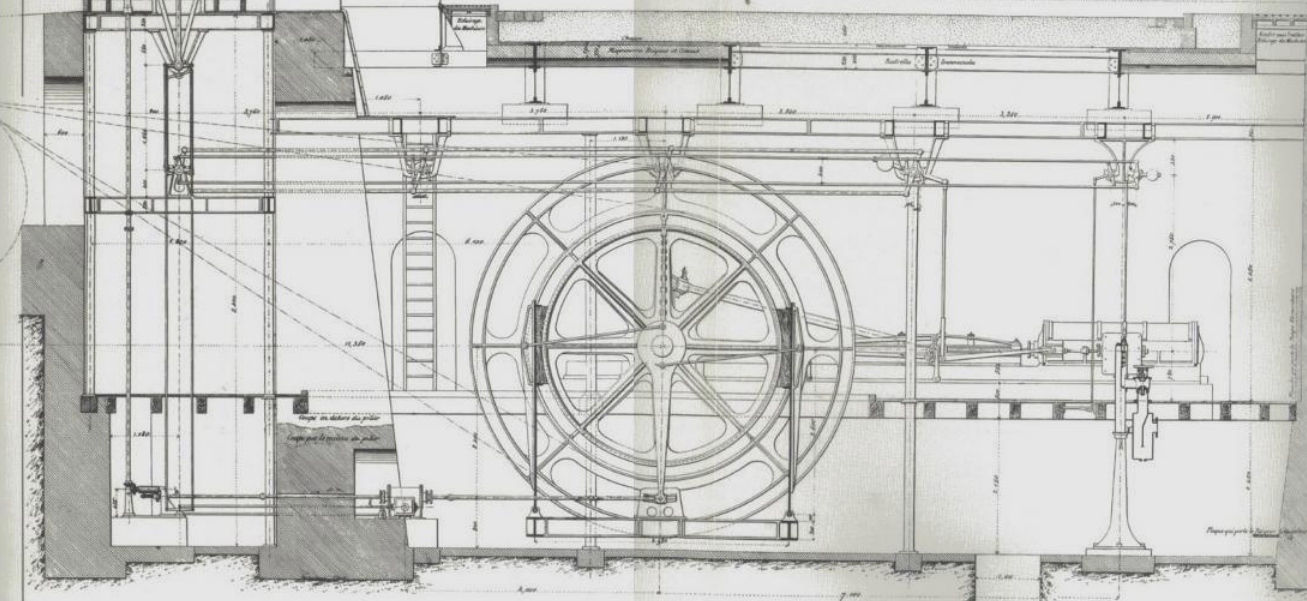
증기 기관
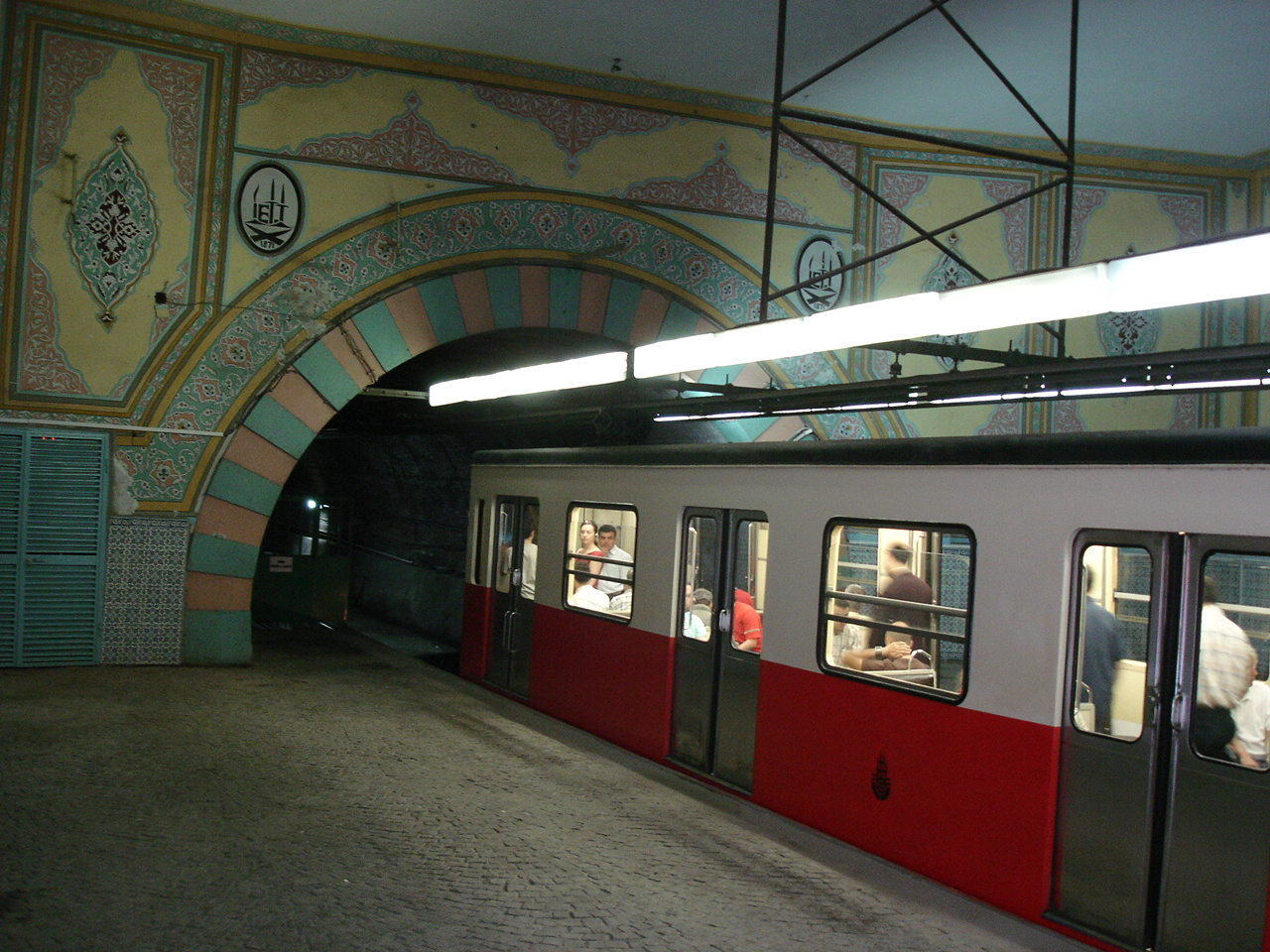
카라쾨이 역: 모레스크 양식으로 지어졌다.
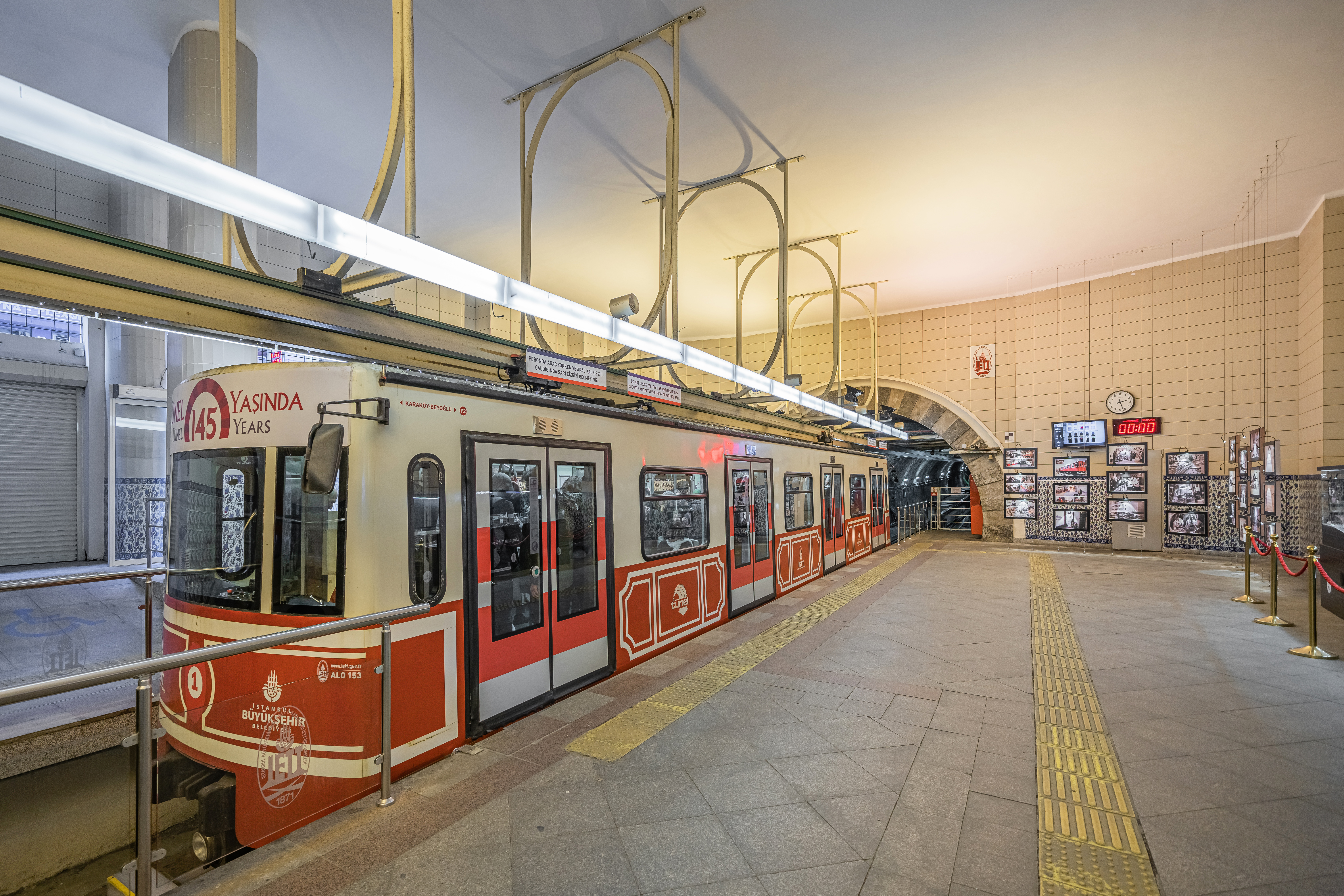
카라쾨이 역
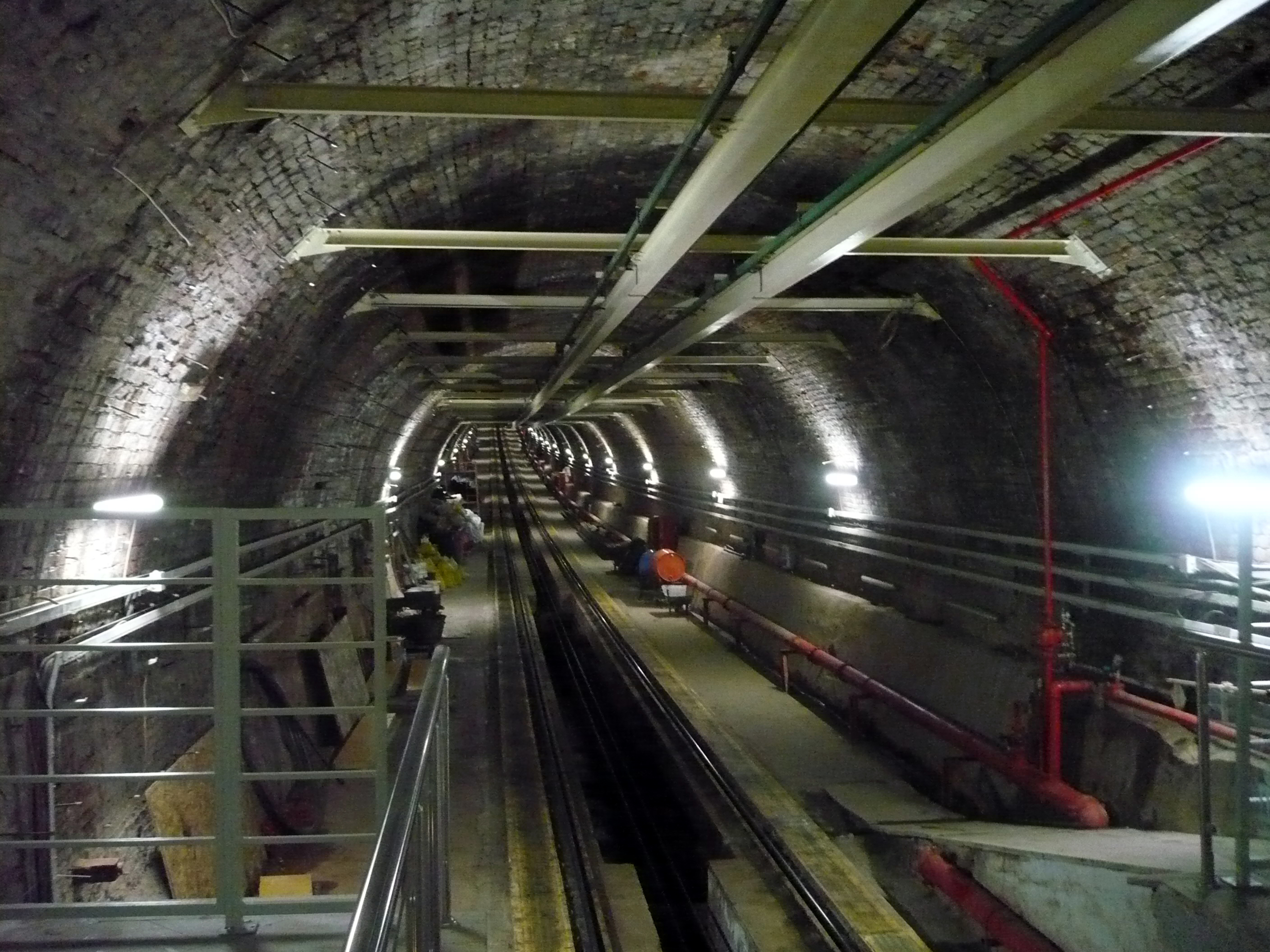
베이욜루 역과 카라쾨이 역 사이의 터널
- 강삭철도 운행 동영상
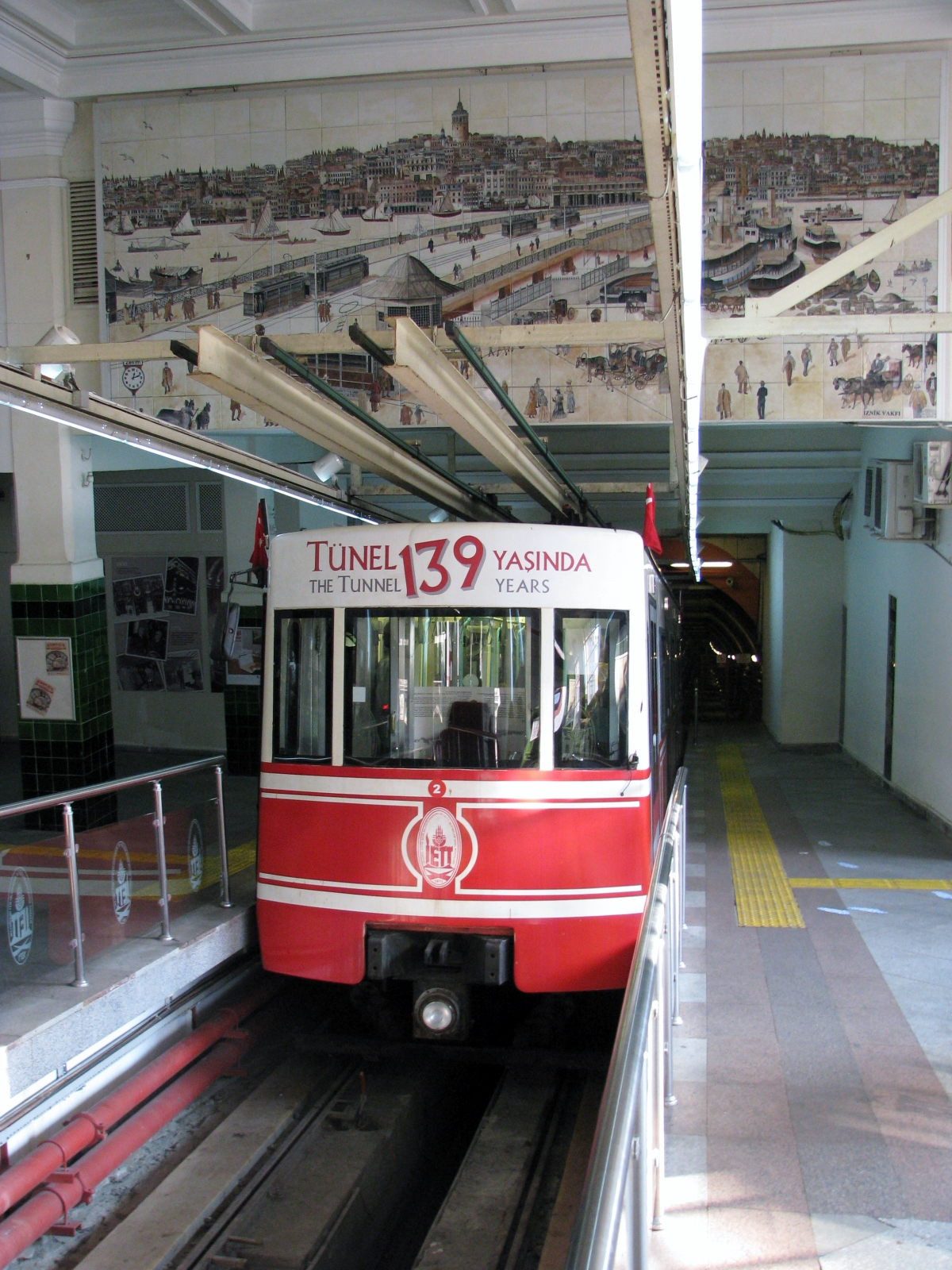
베이욜루 역
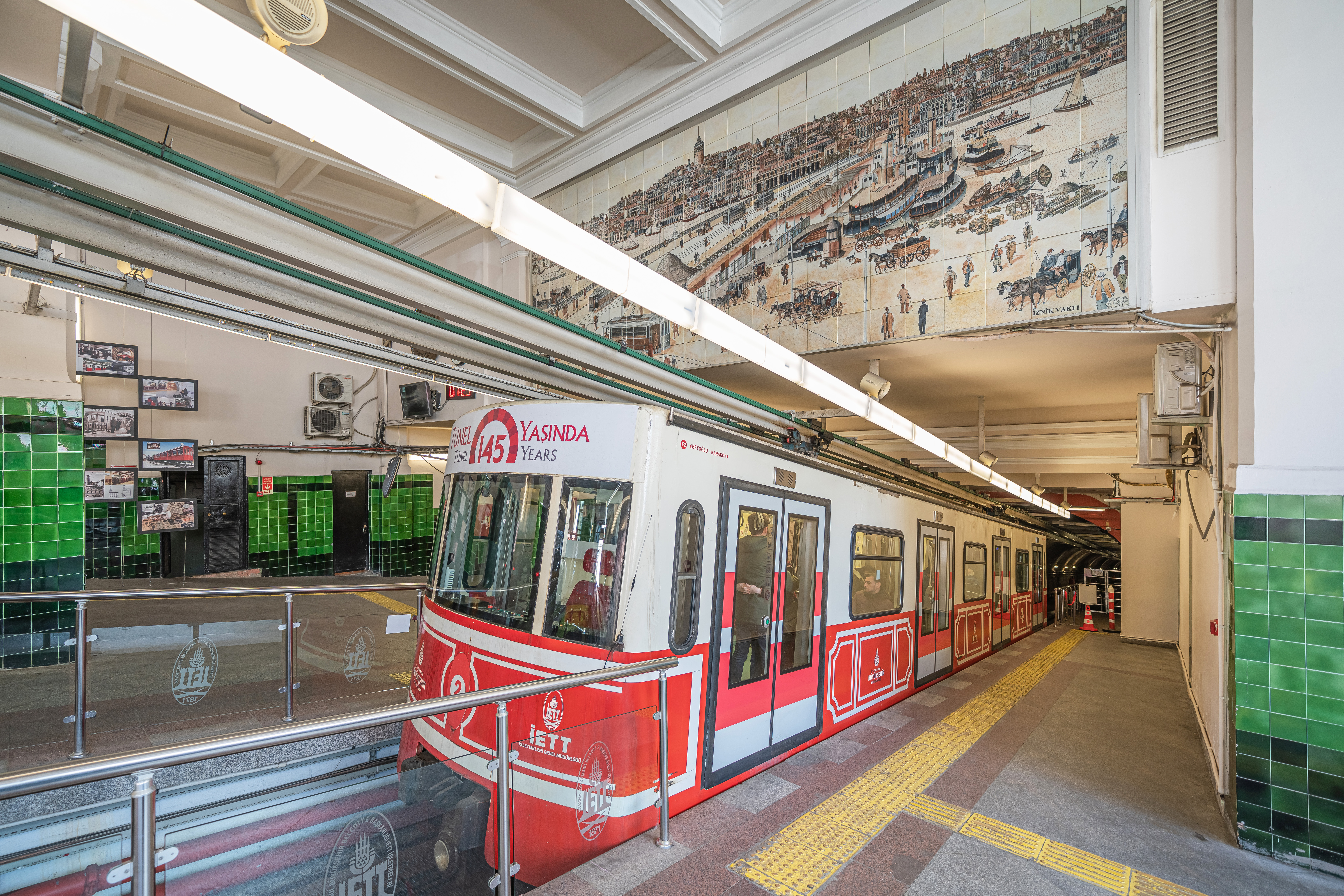
베이욜루 역

## 같이 보기
- 이스탄불 카바타쉬-탁심 강삭선
- 이스탄불 지하철
- 이스탄불 전차
- 이스탄불의 교통
- 강삭철도